# NGC 6723
NGC 6723 (другие обозначения — GCL 106, ESO 396-SC10) — шаровое скопление в созвездии Стрелец.
Этот объект входит в число перечисленных в оригинальной редакции «Нового общего каталога».